# Organización territorial de Corea del Sur
La organización territorial de Corea del Sur está oficialmente comprendida por ocho provincias (do), una provincia autónoma especial (teukbyeoljachido), seis ciudades metropolitanas (gwang-yeoksi) y una ciudad especial (teukbyeolsi). A su vez, estas entidades están subdivididas en entidades menores, como ciudades (si), condados (gun), circunscripciones (gu), villas (eup), distritos (myeon), barrios (dong) y pueblos (ri).

## Jerarquía
| Nombre en coreano | Traducción |
| --- | --- |
| Do (en hangul, 도; en hanja, 道) - Si (en hangul, 시) (de más de 500.000 habitantes) - Gu (en hangul, 구) - Dong (en hangul, 동) - Si (en hangul, 시) (de menos de 500.000 habitantes) - Dong (en hangul, 동) - Gun (en hangul, 군) - Eup (en hangul, 읍) - Ri (en hangul, 리) - Myeon (en hangul, 면) - Ri (en hangul, 리) | Provincia - Ciudad (de más de 500.000 habitantes) - Circunscripción o distrito - Barrio - Ciudad (de menos de 500.000 habitantes) - Barrio - Condado - Villa - Barrio - Distrito - Barrio |
| Teukbyeoljachido (en hangul, 특별자치도; en hanja, 特別自治道) - Gu (en hangul, 구) - Dong (en hangul, 동) | Provincia autónoma especial - Circunscripción o distrito - Barrio |
| Gwang-yeoksi (en hangul, 광역시; en hanja, 廣域市) - Gu (en hangul, 구) - Dong (en hangul, 동) - Gun (en hangul, 군) - Eup (en hangul, 읍) - Ri (en hangul, 리) - Myeon (en hangul, 면) - Ri (en hangul, 리) | Ciudad metropolitana - Circunscripción o distrito - Barrio - Condado - Villa - Pueblo - Distrito urbano - Pueblo                                                                          |
| Teukbyeolsi (en hangul, 특별시; en hanja, 特別市) - Gu (en hangul, 구) - Dong (en hangul, 동) | Ciudad especial - Circunscripción o distrito - Barrio |

## Entidades
Las entidades mayores son las provincias, la provincia autónoma especial, las ciudades metropolitanas, la ciudad especial y la ciudad autónoma especial.

### Ciudad especial
La ciudad especial (특별시?, 特別市?, TeukbyeolsiRR) es la capital, Seúl (서울특별시?, Seo-ulteukbyeolsiRR) (1).

### Ciudad autónoma especial
La ciudad autónoma especial (특별자치시?, 特別自治市?, TeukbyeoljachisiRR) es Ciudad de Sejong (세종특별자치시?, 世宗特別自治市?, Sejong teukbyeoljachisiRR) (8)

### Ciudades metropolitanas
Las ciudades metropolitanas (광역시?, 廣域市?, Gwang-yeoksiRR) son los municipios de primer orden que existen en el país, actualmente son seis (6) entidades con este tipo de administración. 
- Daejeon (대전광역시?, 大田廣域市?, Daejeongwang-yeoksiRR) (6)
- Gwangju (광주광역시?, 光州廣域市?, Gwangjugwang-yeoksiRR) (5)
- Incheon (인천광역시?, 仁川廣域市?, Incheongwang-yeoksiRR) (4)
- Busán (부산광역시?, 釜山廣域市?, Busangwang-yeoksiRR) (2)
- Daegu (대구광역시?, 大邱廣域市?, Daegugwang-yeoksiRR) (3)
- Ulsan (울산광역시?, 蔚山廣域市?, Ulsangwang-yeoksiRR) (7)

### Provincias
Las provincias (도?, 道?, DoRR) son ocho:
- Chungcheong del Norte (충청북도?, 忠清北道?, Chungcheongbuk-doRR) (11)
- Chungcheong del Sur (충청남도?, 忠清南道?, Chungcheongnam-doRR) (12)
- Gangwon (강원도?, 江原道?, Gangwon-doRR) (10)
- Gyeonggi (경기도?, 京畿道?, Gyeonggi-doRR) (9)
- Gyeongsang del Norte (경상북도?, 慶尙北道?, Gyeongsangbuk-doRR) (15)
- Gyeongsang del Sur (경상남도?, 慶尙南道?, Gyeongsangnam-doRR) (16)
- Jeolla del Norte (전라북도?, 全羅北道?, Jeollabuk-doRR) (13)
- Jeolla del Sur (전라남도?, 全羅南道?, Jeollanam-doRR) (14)

### Provincia autónoma especial
La provincia autónoma especial (특별자치도?, 特別自治道?, TeukbyeoljachidoRR) es Jeju (제주특별자치도?, 濟州特別自治道?, Jeju teukbyeoljachidoRR) (17)